# Rutilotrixa monstruosa
Rutilotrixa monstruosa là một loài ruồi trong họ Tachinidae.